# Grønnehave (stacja kolejowa)
Grønnehave (duń. Grønnehave Station) – stacja kolejowa w miejscowości Helsingør, w Regionie Stołecznym, w Danii. 
Przystanek znajduje się na Hornbækbanen pomiędzy Helsingør i Gilleleje. Usługi związane z transportem kolejowym prowadzone są przez Lokaltog.

## Historia
Została otwarta w 1906 roku jako granica nowo otwartej Helsingør-Hornbæk Jernbane (HHB). Od 1908 roku wszystkie pociągi na linii Hornbækbanen zostały jednak przeniesione z dworca Grønnehave do Helsingør Havn, który znajdował się obok dworca Helsingør.
W 1952 roku stacja Grønnehave została przebudowana, a wszystkie tory zostały przeniesione z północy na południe od budynku stacji, częściowo dlatego, że fabryka Tretorn potrzebawła miejsca na rozbudowę.

## Linie kolejowe
- Hornbækbanen[1]